# Brenouille
Brenouille är en kommun i departementet Oise i regionen Hauts-de-France i norra Frankrike. Kommunen ligger i kantonen Liancourt som tillhör arrondissementet Clermont. År 2022 hade Brenouille 2 120 invånare.

## Befolkningsutveckling
Antalet invånare i kommunen Brenouille
| Referens: INSEE |